# Пілледжер (Міннесота)
Пілледжер (англ. Pillager) — місто (англ. city) в США, в окрузі Кесс штату Міннесота. Населення — 507 осіб (2020).

## Географія
Пілледжер розташований за координатами 46°19′24″ пн. ш. 94°28′34″ зх. д. / 46.32333° пн. ш. 94.47611° зх. д. (46.323271, -94.476037).  За даними Бюро перепису населення США в 2010 році місто мало площу 2,28 км², з яких 2,21 км² — суходіл та 0,07 км² — водойми.

## Демографія
Згідно з переписом 2010 року, у місті мешкало 469 осіб у 190 домогосподарствах у складі 124 родин. Густота населення становила 206 осіб/км².  Було 218 помешкань (96/км²).
Расовий склад населення:
| - 96,8 % — білих - 1,3 % — корінних американців - 0,2 % — вихідців з тихоокеанських островів - 0,2 % — чорних або афроамериканців |

До двох чи більше рас належало 1,1 %. Частка іспаномовних становила 1,3 % від усіх жителів.
За віковим діапазоном населення розподілялося таким чином: 26,0 % — особи молодші 18 років, 56,9 % — особи у віці 18—64 років, 17,1 % — особи у віці 65 років та старші. Медіана віку мешканця становила 36,1 року. На 100 осіб жіночої статі у місті припадало 103,0 чоловіків;  на 100 жінок у віці від 18 років та старших — 91,7 чоловіків також старших 18 років.
Середній дохід на одне домашнє господарство  становив 46 491 долар США (медіана — 37 917), а середній дохід на одну сім'ю — 53 453 долари (медіана — 43 750). Медіана доходів становила 31 576 доларів для чоловіків та 30 750 доларів для жінок. За межею бідності перебувало 11,1 % осіб, у тому числі 9,8 % дітей у віці до 18 років та 5,4 % осіб у віці 65 років та старших.
Цивільне працевлаштоване населення становило 217 осіб. Основні галузі зайнятості: освіта, охорона здоров'я та соціальна допомога — 33,2 %, роздрібна торгівля — 20,7 %, мистецтво, розваги та відпочинок — 11,1 %, будівництво — 10,6 %.